# Landaul
Landaul is een gemeente in het Franse departement Morbihan (regio Bretagne). De plaats maakt deel uit van het arrondissement Lorient. Landaul telde op 1 januari 2022 2.487 inwoners. Er ligt een spoorweghalte: Landaul-Mendon.

## Geografie
De oppervlakte van Landaul bedroeg op 1 januari 2022 17,35 vierkante kilometer; de bevolkingsdichtheid was toen 143,3 inwoners per km².

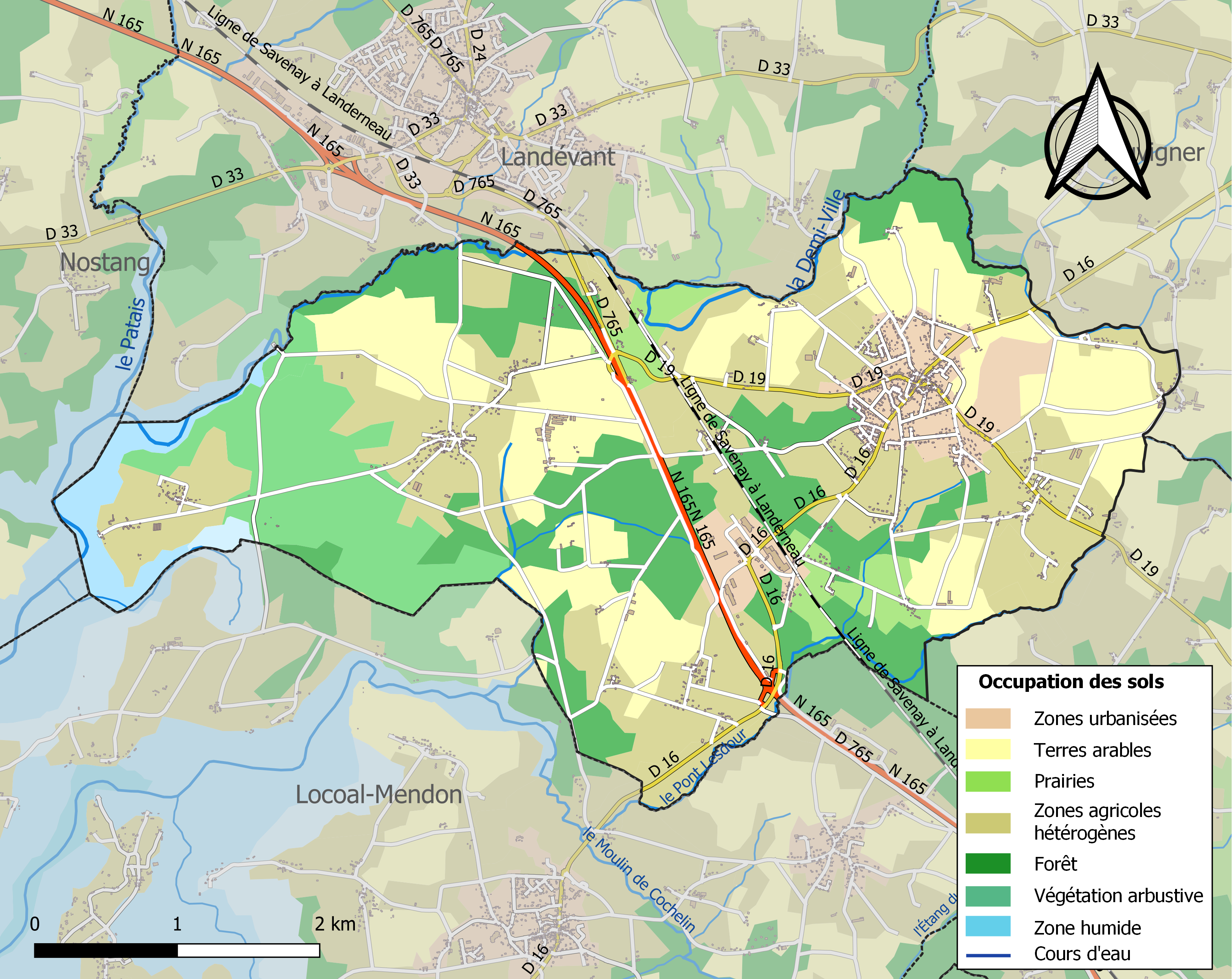
Kaart van de gemeente met de belangrijkste infrastructuur, bodemgebruik en omliggende gemeenten

## Demografie
Onderstaande figuur toont het verloop van het inwonertal, bron: INSEE-tellingen. 